# 537 (tal)
537 är det naturliga heltal som följer 536 och följs av 538.

## Matematiska egenskaper
- 537 är ett udda tal.
- 537 är ett semiprimtal[1].
- 537 är ett sammansatt tal.
- 537 är ett defekt tal.
- 537 är ett lyckotal.

## Inom vetenskapen
- 537 Pauly, en asteroid.